# Teorema della dimensione per spazi vettoriali
In matematica, il teorema della dimensione per spazi vettoriali afferma che basi diverse di uno stesso spazio vettoriale hanno la stessa cardinalità, ovvero sono costituite dallo stesso numero di elementi. La cardinalità della base è inoltre pari alla dimensione dello spazio.
In altri termini, sia {\displaystyle V} uno spazio vettoriale su un campo {\displaystyle K}. Siano {\displaystyle B} e {\displaystyle C} due basi di {\displaystyle V} la cui dimensione sia rispettivamente {\displaystyle n} e {\displaystyle m}. Allora {\displaystyle n=m}.

## Dimostrazione
Si consideri il caso in cui le basi hanno cardinalità finita. Si supponga per assurdo che esistano due basi {\displaystyle B} e {\displaystyle B'} di {\displaystyle V} che contengono {\displaystyle k} e {\displaystyle h} vettori, con {\displaystyle k<h}. Scrivendo ogni vettore {\displaystyle B'} come combinazione lineare dei {\displaystyle k} vettori di {\displaystyle B}, i coefficienti della combinazione lineare sono {\displaystyle k} elementi del campo {\displaystyle K}: quindi per ogni vettore di {\displaystyle B'} si ottiene un vettore in {\displaystyle K^{k}} (che rappresenta le sue coordinate rispetto a {\displaystyle B}). Essendo i vettori di {\displaystyle B'} in numero pari a {\displaystyle h}, si hanno {\displaystyle h} vettori {\displaystyle \mathbf {v} _{1},\dots ,\mathbf {v} _{h}} in {\displaystyle K^{k}}. Usando l'algoritmo di Gauss si vede che il sistema lineare omogeneo:
{\displaystyle x_{1}\mathbf {v} _{1}+\dots +x_{h}\mathbf {v} _{h}=\mathbf {0} }
con variabili {\displaystyle x_{1},\dots ,x_{h}} ammette soluzioni non banali (cioè diverse dal vettore nullo), perché ci sono più incognite che equazioni. Ciascuna di queste soluzioni non banali fornisce una dipendenza lineare fra i vettori di coordinate 
{\displaystyle \mathbf {v} _{1},\dots ,\mathbf {v} _{h}}, che si traduce in una relazione di dipendenza fra i vettori originali di {\displaystyle B'}. Essi non possono quindi formare una base, contraddicendo l'ipotesi.

## Teorema del rango
La seguente applicazione del teorema della dimensione è talvolta chiamata essa stessa "teorema della dimensione". Sia {\displaystyle T:U\to V} una trasformazione lineare. Allora:
{\displaystyle \dim(\operatorname {Im} T)+\dim(\operatorname {Ker} T)=\dim U}
Ovvero, la dimensione di {\displaystyle U} è pari alla dimensione dell'immagine più la dimensione del nucleo.